# Danbury (Nebraska)
Danbury je selo u američkoj saveznoj državi Nebraska. Prema popisu stanovništva iz 2010. u njemu je živjelo 101 stanovnika.